# Conselho Superior de Instrução Pública
O Conselho Superior de Instrução Pública foi um órgão criado por Decreto de 7 de Setembro de 1835, assinado por Rodrigo da Fonseca, no âmbito do Ministério do Reino, então o departamento governamental responsável pelas políticas de educação e cultura, em substituição da Junta da Directoria Geral de Estudos.
O Conselho estava "encarregado da direcção e regimento de todo o ensino e educação pública" e destinava-se ao acompanhamento e direcção das medidas ministeriais em matérias relacionadas com o sistema de ensino e com a actividade cultural, incluindo a conservação de monumentos, as bibliotecas e a arqueologia.
Apesar de ser um órgão colectivo, o Conselho tinha poder deliberativo directo e estavam-lhe cometidas funções executivas, já que nos termos do seu regimento "o Conselho Superior de Instrucção Publica ordena immediatamente por sua propria authoridade em todos os pormenores das suas Repartição que não dependam de Ordem Real".
Como sinal da sua importância, o Conselho era presidido pelo Ministro e Secretário de Estado dos Negócios do Reino, como autoridade máxima em matéria de instrução pública, tendo um vice-presidente nomeado pelo Governo, que substituía o presidente nos seus impedimentos. Os vogais eram de nomeação régia, devendo a escolha recair em pessoas de reconhecida probidade e ilustração.
Na sua fase anterior à criação do Ministério da Instrução Pública o Conselho teve atribuições que hoje seriam consideradas de nível ministerial, competindo-lhe, após consulta com o Governo, nomear professores para as cadeiras da Universidade de Coimbra, das academias, colégios, liceus e institutos especiais, bem como fixar os respectivos vencimentos. Cabia-lhe também a aprovação dos manuais escolares e programas e aconselhar a criação e extinção de estabelecimentos escolares.
O Conselho Superior de Instrução Pública teve uma longa existência, embora fosse por diversas vezes extinto e recriado e visse as suas atribuições alteradas, em geral no sentido do seu alargamento. Enquanto órgão com carácter executivo, apenas desapareceu com a entrada em vigor da Lei n.º 1 941, de 11 de Abril de 1936, que criou o Ministério da Educação Nacional. As suas funções consultivas, embora profundamente modificadas e num enquadramento muito diferente, subsistem no actual Conselho Nacional de Educação.

## Cronologia institucional
- 1835 — 1835 — O Conselho Superior de Instrução Pública é criado por Decreto de 7 de setembro de 1835, assinado por Rodrigo da Fonseca, que extingue a Junta da Directoria Geral de Estudos;[1]
- 1835 — 1844 — O organismo é extinto por Decreto de 2 de dezembro de 1835, assinado por Mouzinho de Albuquerque, e reposta em funcionamento a Junta da Directoria Geral de Estudos;[1]
- 1844 — 1859 — O Conselho Superior de Instrução Pública é restaurado por Decreto de 20 de setembro de 1844, assinado por Costa Cabral,[2] agora com sede em Coimbra;[1][3]
- 1859 — 1868 — O Conselho é extinto por Carta de Lei de 7 de junho de 1859, assinada por Fontes Pereira de Melo, e criado, em Lisboa, o Conselho Geral de Instrução Pública;[1]
- 1868 — 1869 — É extinto o Conselho Geral de Instrução Pública, por Decreto de 14 de outubro de 1868, assinado pelo Marquês de Sá da Bandeira, e criada, em sua substituição, uma Conferência Escolar;[1]
- 1869 — 1884 — É criada a Junta Consultiva de Instrução Pública, por Decreto de 14 de dezembro de 1869, assinado pelo Duque de Loulé, e revogado o Decreto de 14 de outubro de 1868;[1]
- 1884 — 1936 — É restabelecido o Conselho Superior de Instrução Pública, por Carta de Lei de 23 de maio de 1884, assinada por Barjona de Freitas, e extinta a Junta Consultiva da Instrução Pública;[4]
- 1936 — A Lei n.º 1941, de 11 de Abril de 1936, extingue o Conselho e cria, em sua substituição, a Junta Nacional da Educação.